# 最高経営責任者
最高経営責任者（、英語: chief executive officer、略語: CEO）とは、アメリカ合衆国内の法人において理事会（法人が会社の場合は取締役会） の指揮の下で法人のすべての業務執行を統括する役員、執行役員または執行役（officer、または executive officer）の名称、もしくは最高経営責任者として選任された人物のことである。
統括業務執行役員などと和訳されることもある。イギリスにおいては、同様の職務を行う役員を業務執行役員（managing director、略語: MD）、またはチーフ・エクゼクティブという。また、非営利団体ではエグゼクティブ・ディレクター（executive director、略語: ED）の名称が使われることもある。

## 概要
最高経営責任者は、アメリカ合衆国の法人における役員で、一般に理事会（法人が会社の場合は取締役会）によって選任されるが、定款の定めにより社員総会（法人が株式会社の場合は株主総会）で選任する場合もある。理事会または取締役会はいつでもCEOを解任することができるとされる。CEOの職務は理事会または取締役会の指揮の下で法人のすべての業務執行を統括し法人の経営に責任を負うとされる。米国法律協会による「企業統治の原則: 分析と勧告」において、法人の最高経営責任者は主要上級執行役員に分類されている。
CEOの職務は理事または取締役の職務と明確に区別される点において、理事や取締役との役割分担が曖昧な会長や理事長または社長などの米国の伝統的な法人の役員とは異なるが、米国の営利法人では取締役会長がCEOを、社長がCOOを兼任することが多い。
カリフォルニア州のように、定款に別段の定めがない限り、理事長または社長、理事長や社長を置かない場合は会長）が法人の総支配人 および最高経営責任者 となると法人法典 で定めている州もある。一方、法人を設立した国や州によっては役員 の名称に規定がないため理事長又は社長や会長を置かないでCEOを置く場合もある。
なお、米国では会社など法人の役員のほか、ロサンゼルス郡 (カリフォルニア州)など行政 の長 である官職  の名称にも「chief executive officer」が使われる。
イギリスでは監督機関である取締役会の業務執行役員からの独立性を確保するため、上場会社ではチーフ・エクゼクティブ と取締役会長の兼任が規制されている。

### 日本での最高経営責任者
日本では会社法349条の規定により、あくまでも会社の代表権を持つのは取締役または代表取締役、指名委員会等設置会社については代表執行役であり、最高経営責任者、最高執行責任者、最高財務責任者 等の名称の役員の権限や責任に法的な裏付けは何も無く、社長や会長と同様に会社の内部的職制の名称でしかない。つまり、もし「取締役兼最高経営責任者」という名称の役職としてあっても、代表取締役制度を採用している会社では代表取締役、委員会設置会社では代表執行役でなければ法的には会社を代表する権限は無い。
また、「代表取締役CEO」という表記を今日、日本では多く見受けられるがこれについては、会社内での最高責任者、つまり事実上のトップということを表す意味も持つ。会長がCEO、社長がCOOを兼ねる分掌も多いが、会長という肩書がしばしば名誉職にとどまるケースが少なくないのに対し、CEOにはそうした要素はない。
日本で初めてCEOが導入されたのは1976年のソニーで創業者の盛田昭夫が会長兼CEOに就任した。